# Psychoronia brooksi
Psychoronia brooksi là một loài Trichoptera trong họ Limnephilidae. Chúng phân bố ở miền Tân bắc.